# روواتو
روواتو (به ایتالیایی: Rovato) یک کومونه در ایتالیا است که در استان برشا واقع شده‌است.

## خصوصیات
روواتو ۲۶٫۱۰ کیلومترمربع مساحت و ۱۸٬۹۳۵ نفر جمعیت دارد و ۱۹۲ متر بالاتر از سطح دریا واقع شده‌است.